# Blackfoot (zespół muzyczny)
Blackfoot – amerykański zespół southern rockowy założony w 1970 roku w Jacksonville na Florydzie przez gitarzystę Ricka Medlocke'a, znanego także z Lynyrd Skynyrd i basistę Grega T. Walkera.
W początkowym okresie istnienia zespół grał southern rock, lecz wraz z wydanym w 1983 roku albumem "Siogo", zmienili styl na hard rock, zaś na wydanym rok później "Vertical Smiles", można usłyszeć wpływy rocka progresywnego. Na wydanym w 1987 roku albumie "Rick Medlocke And Blackfoot", przeszli kolejną metamorfozę, tym razem za styl obrali sobie pop-rock i AOR. W 1990 roku, wydali album "Medicine Man", będący powrotem do hard rocka. Na wydanym w 1994 roku albumie "After The Reign", powrócili do southern rocka i jest ostatnim albumem, jak do tej pory. W 1996 Rick wrócił do Lynyrd Skynyrd, a rok później zespół zawiesił działalność, wznawiając ją w 2004 roku, lecz bez wokalisty i gitarzysty Medlocke'a.

## Skład zespołu
Obecni członkowie
- Bobby Barth – gitary, wokale
- Greg T. Walker – bas, dodatkowe wokale
- Charlie Hargrett, gitary
- Scott Craig, instrumenty perkusyjne

Byli członkowie
- Rickey Medlocke – wokale, gitary, mandolina, banjo
- Shorty Medlocke – banjo
- Jakson Spires – instrumenty perkusyjne, dodatkowe wokale
- Dewitt Gibbs – instrumenty perkusyjne, dodatkowe wokale
- Leonard Stadler – bas
- Danny Johnson – gitara
- Patrick Jude – wokale
- Ken Hensley – instrumenty klawiszowe, gitara, dodatkowe wokale
- Doug Bare – instrumenty klawiszowe, dodatkowe wokale
- Wizzard – bas, dodatkowe wokale
- Rikki Mayer – bas, dodatkowe wokale
- Gunnar Ross – instrumenty perkusyjne
- Mark Mendoza – bas
- Bryce Barnes – bas
- Mark Woerpel – gitary, syntezator
- Christoph Ullmann – instrumenty perkusyjne
- Jay Johnson – gitary, wokale
- Tim Stunson – bas
- Neal Casal – gitary
- Harold Seay – instrumenty perkusyjne
- Benny Rappa – instrumenty perkusyjne
- Stet Howland – instrumenty perkusyjne
- John Housley – gitara
- Mark McConnell – instrumenty perkusyjne
- Michael Sollars – instrumenty perkusyjne

## Dyskografia
Albumy studyjne
- No Reservations (1975)
- Flying High (1976)
- Strikes (1979)
- Tomcattin' (1980)
- Marauder (1981)
- Siogo (1983)
- Vertical Smiles (1984)
- Rick Medlocke And Blackfoot (1987)
- Medicine Man (1990)
- After The Reign (1994)

Albumy koncertowe
- Highway Song Live (1982)
- Live On The King Biscuit Flower Hour (1998)
- Live (2000)

Single
- Road Fever/Highway Song (1979)
- Train, Train/Baby Blue (1979)
- Dry County/Too Hard to Handle (1981)
- On the Run (1981)
- Highway Song (1982)

Kompilacje
- Rattlesnake Rock N’ Roll: The Best Of Blackfoot (1994)
- Greatest Hits (2002)

DVD
- Train, Train: Southern Rock’s Best – Live (2007)